# Pierre Antiboul
Pour les articles homonymes, voir Antiboul.
Pierre Antiboul est un avocat et juriste du département du Var, né à la fin du XIIIe siècle au Cannet-des-Maures, et mort au cours du XIVe siècle. 
La date de sa mort indiquée par Jean-Pierre Papon (1389) est incompatible avec son activité juridique connue.
Le nom d'« Antiboul » étant typiquement provençal, il convient de ne pas confondre ce juriste avec son lointain parent Pierre Antiboul (1663-1676).

## Biographie
Né au Cannet-des-Maures, il fut étudiant à la Faculté de droit de Montpellier.
Il est mentionné comme délégué du Juge de Draguignan en 1303, et arbitre avec Jean Cabassole en 1308 à Roquebrune-sur-Argens.
Antiboul se proclamait :
- « avocat des communautés et des pauvres »,
- défenseur des marchands forains contre les taxes indues,
- promoteur de l'égalité fiscale contre les privilèges des nobles,
- critique sévère de l' avaricia des seigneurs provençaux.